# トヨタS&Dフリート西東京
トヨタS&Dフリート西東京株式会社（トヨタエスアンドディーフリートにしとうきょう）は、東京都西部において、法人を対象に、トヨタ自動車の車両を販売を行っている自動車ディーラーである。旧社名はトヨタ西東京カローラ。
旧：トヨタ西東京カローラが運営していた店舗並びに個人ユーザー向けの営業は、2022年4月1日付でネッツトヨタ多摩から商号変更されたトヨタS&D西東京へ移管された。

## 沿革
- 1967年 - トヨタ城西パブリカとして発足
- 1968年 - 社名を西東京パブリカに変更、本社を府中市へ移転
- 1969年 - 商号をトヨタ西東京カローラ株式会社に変更
- 1992年 - 本社を多摩市へ移転
- 2001年8月 - トヨタ自動車から全株式をトヨタアドミニスタへ移転
- 2018年9月 - トヨタ東京販売ホールディングス（2019年4月よりトヨタモビリティ東京）傘下から地場資本の「S&D多摩ホールディングス株式会社」（ネッツトヨタ多摩　本社：福生市）へ譲渡される[3]
- 2019年4月1日 - センチュリー、ダイナ、トヨエース、コースター、クラウンパトロールカー、救急車、ジャパンタクシー、トヨタ教習車、サクシード、レジアスエース、ライトエースを除くトヨタ全車種の取り扱いを開始[4]。MIRAIは夏頃以降に取り扱いを開始。
- 2022年4月 - ネッツトヨタ多摩との事業再編により法人向け事業に特化し、商号を「トヨタS&Dフリート西東京株式会社」に変更。個人向け事業は「トヨタS&D西東京株式会社」に事業移管